# Sultanato de Sennar

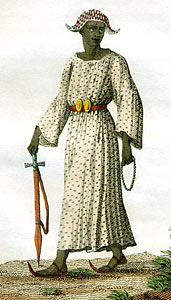
Badi VII, sultán de Sennar, 1821.

El sultanato de Sennar o Sinnar (en árabe: السلطنة الزرقاء‎ As-Saltana az-Zarqa 'el sultanato azul') fue un reino norteafricano musulmán ubicado al norte del actual territorio de Sudán, entre los años 1504 y 1821, cuya capital era la ciudad de Sennar. Al estar formado por la etnia funj, y no ser de origen árabe, fue conocido como el «sultanato negro».

## Historia
En el siglo XV la parte de Nubia anteriormente controlada por los reinos de Makuria y de Aloa se repartía entre numerosos estados pequeños, víctimas frecuentes de incursiones de las tribus nómadas del desierto. La zona fue unificada provisionalmente por Abdallah Jamma, quien procedía de las regiones orientales que habían crecido gracias al comercio en el mar Rojo, y que fundó un imperio de corta duración en la zona. Los funj llegaron desde el sur al mando de Amara Dungas a comienzos del siglo XVI, vencieron a Abdallah y establecieron su reino en Sennar.
Originalmente el pueblo funj había practicado una mezcla religiosa de animismo y cristianismo. El islam también tuvo una importante influencia en las creencias de los funj, y en 1523 el reino de Sennar se convirtió oficialmente a esta religión, aunque muchos elementos de las anteriores creencias continuaron sincréticamente presentes en la población.
El sultanato de Sennar se expandió rápidamente a expensas de los estados vecinos. Su poder se extendió sobre Gezira, Butana, Bayuda y el sur de Kordofán. Esta expansión originó tensiones con sus vecinos: Etiopía al sureste y el Imperio otomano, al norte; este reforzó sus posiciones, consolidando su dominio sobre el norte de Nubia. Esta frontera septentrional se mantuvo inmutada hasta 1821.
Las relaciones del sultanato con Etiopía eran particularmente tensas, pues ambos países se disputaban las tierras bajas ubicadas entre los dos estados. Finalmente, en torno al 1633, los etíopes trasladaron su capital a Gondar, lo que les permitió afianzar su influencia en esta región. Los conflictos con los shilluk continuaron en el sur, pero más tarde ambos se vieron obligados a establecer una difícil alianza para luchar contra el creciente poderío de los dinka. Bajo el mandato del sultán Badi II, Sennar derrotó al reino de Tegali emplazado al y convirtió a su gobernante en su vasallo.
A fines del siglo XVI, se produjo una revuelta encabezada por Ajib el Grande, quien logró manejar a los sultanes de Sennar, en primer lugar haciéndolos sus vasallos y apoderándose luego de casi la totalidad del reino en 1606. La monarquía de Sennar resurgió con Adlan I, que derrotó a Ajib en un par de batallas decisivas. Finalmente se alcanzó un acuerdo entre las partes, gracias al cual Ajib y sus sucesores controlarían la provincia de Dongola con una gran autonomía.

Extensión del sultanato hacia 1700.

En 1762 el sultán Badi IV fue derrocado en un golpe encabezado por Abu Likayik, de la zona roja de Hamaj al noreste del país. Abu Likayik instaló a otro miembro de la familia real (Nasir) como sultán títere, gobernando como regente hasta 1769. Este hecho inició un largo conflicto entre los sultanes funj, que trataban de recobrar su independencia y autoridad, y los regentes de Hamaj, que intentan conservar el poder estatal en sus manos.
Estas divisiones internas debilitaron enormemente el sultanato y, hacia fines del siglo XVIII, Mek Adlan II, hijo de Mek Taifara, tomó el poder en un período de creciente presencia turca en el reino Funj. La influencia turca se consolidó cuando ascendió al poder Tahir Al-Agha, casado con la hija de Mek Adlan II. Esto allanó el camino para la integración del sultanato de Sennar en el Imperio otomano.
En 1821, el general Ismail Kamil, hijo de Mehmet Alí, gobernador del Egipto otomano, invadió Sennar sin encontrar resistencia por parte del último sultán; el reino fue absorbido en el Egipto otomano. La región se englobó posteriormente en el condominio anglo-egipcio de Sudán y en la república independiente de Sudán desde 1956.

## Ejército de Sennar
El poderío de los ejércitos de Sennar se basaba en la caballería pesada. La cual se componía por jinetes procedentes de la nobleza, armados con largas cimitarras, que llegaban a la altura de los estribos, utilizadas al no permitirse el uso de lanzas. Estos jinetes estaban armados para su defensa con una cota de malla, mientras que los caballos estaban cubiertos con un grueso edredón y una protección de cobre para la cabeza.
La mayor parte se las tropas de infantería estaba compuesta por esclavos, quienes también portaban cimitarras y una armadura ligera. Esta fuerza permanente de infantería, tenía la misión de resguardar los castillos y fortalezas en todo el sultanato.
La existencia de un ejército permanente permitía el control efectivo del territorio de Sennar, a cargo de un ejército relativamente pequeño, pero muy eficaz en contra de sus rivales menos organizados.

## Economía de Sennar
El sultanato alcanzó su período de apogeo a finales del siglo XVI, pero empezó a decaer en el siguiente. La riqueza y el poder de los sultanes se basaba en el control de la economía local, la cual dependía de las rutas de comercio. Todas las caravanas que atravesaban el desierto con dirección al mar Rojo estaban controladas por el sultán, como el suministro de oro, que funcionaba como la principal moneda del Estado.
Hacia el siglo XVII, la introducción de monedas extranjeras, ampliamente utilizadas por los comerciantes, comenzó a erosionar el poder del sultán y su dominio de la economía.

## Sociedad de Sennar
La sociedad de Sennar estaba dividida en seis grupos según criterios geográficos y étnicos, a cada uno los cuales se le asignaba un color distintivo: el azul, el verde, el amarillo, el rojo y el verde mezclado con amarillo; el sexto grupo estaba compuesto por los esclavos que fueron traídos desde más al sur. La capital del sultanato, Sennar, era una ciudad próspera gracias el comercio; en su período de mayor esplendor acogió a representantes de todo el Oriente Medio y parte de África.
En sus primeras décadas, la sociedad sennar se caracterizaba por una fuerte división entre los herederos del antiguo reino de Alodia y el resto de la población sennar de origen funj. Los alodianos adoptaron como símbolo el «manto» del derrotado Abdallah Jamma, llegando a ser conocidos como Abdallah.
El comercio floreciente en Sennar había creado una clase adinerada, educada y alfabetizada de comerciantes, quienes se interesaban en leer y conocer el islam, manifestando su preocupación por la falta de ortodoxia religiosa en el reino. Tal como el árabe se había convertido en la lengua del reino, el islam se había declarado religión oficial del sultanato en 1523. La monarquía de Sennar había sido considerada durante mucho tiempo semidivina, en concordancia con las antiguas tradiciones animistas, pero esta idea entraba en contradicción con el islam. Paralelamente, muchos festivales y rituales anteriores, caracterizados por el consumo masivo de alcohol, subsistieron por un tiempo en la sociedad sennar. Sin embargo, dada la presión religiosa, estas tradiciones fueron abandonadas con el paso de los años.

## Cultura

### Religión

#### Islam

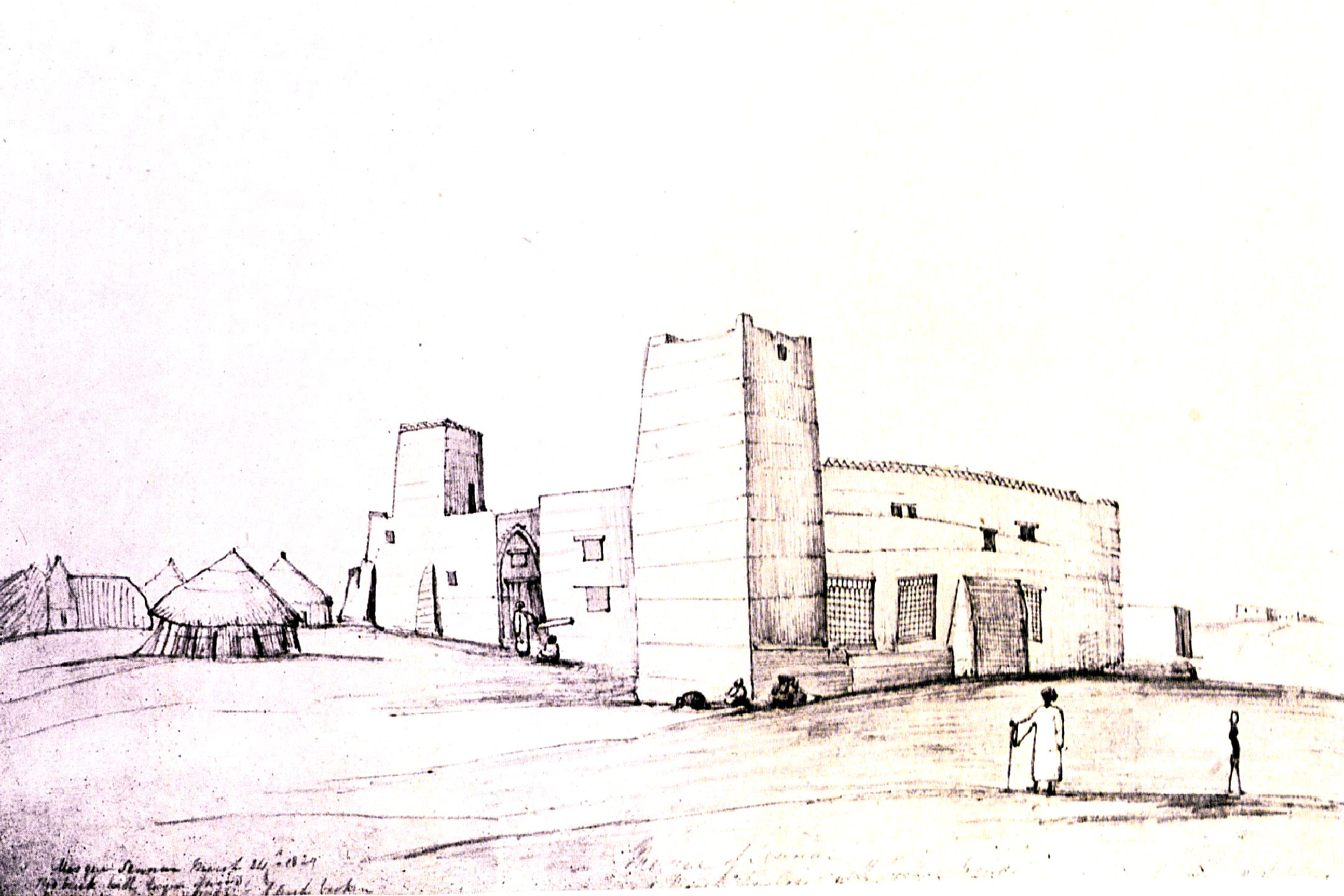
La mezquita de Sennar en 1829.

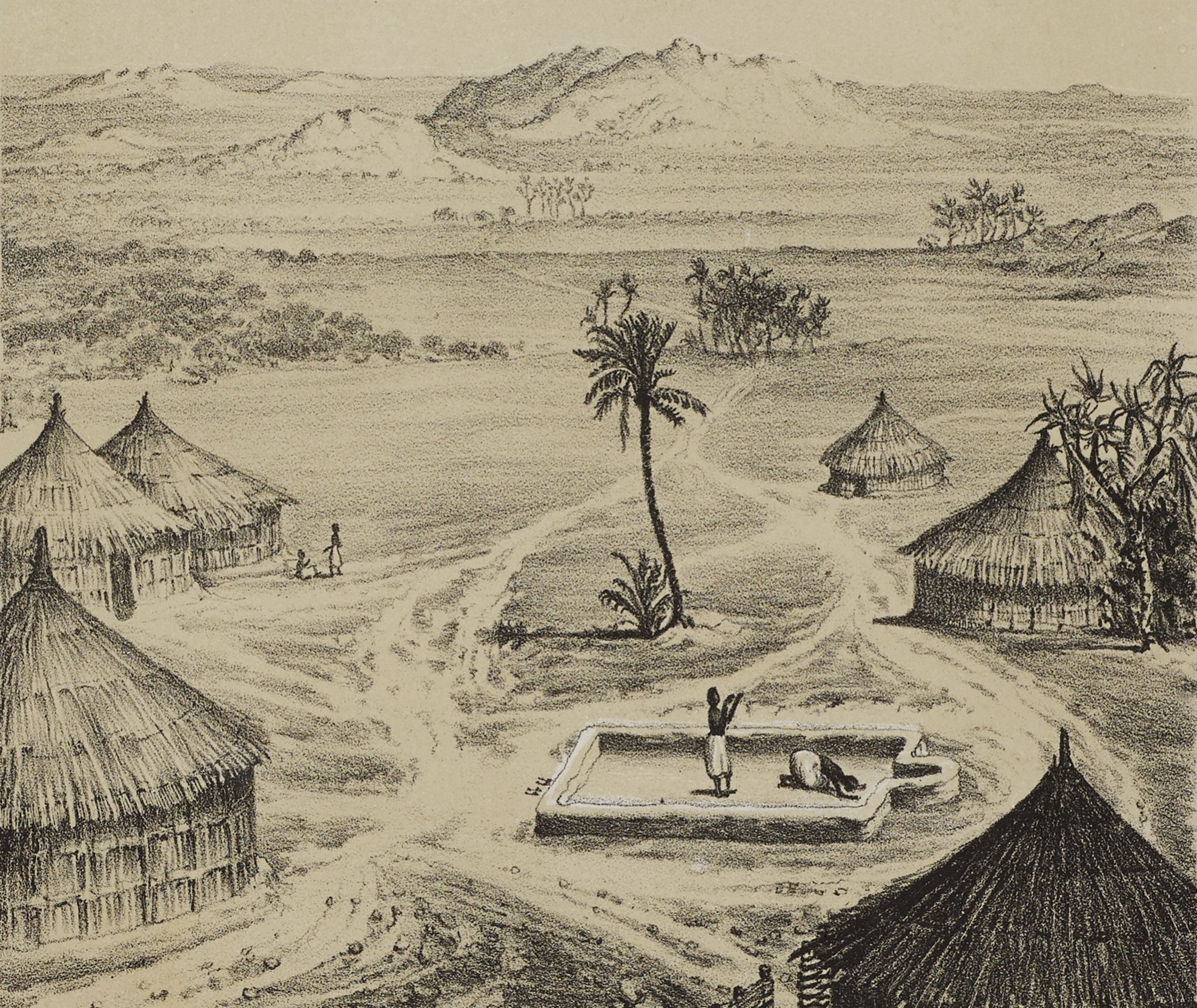
Simple mezquita de aldea en la Alta Nubia, mediados del.

En el momento de la visita de David Reubeni en 1523, los Funj, originalmente paganos o cristianos sincréticos, se habían convertido al Islam. Probablemente se convirtieron para facilitar el dominio sobre sus súbditos musulmanes y el comercio con países vecinos como Egipto. Su adopción del islam fue sólo nominal y, de hecho, los Funj incluso retrasaron la islamización de Nubia, ya que reforzaron temporalmente las tradiciones sacras africanas. La monarquía que establecieron era divina, similar a la de muchos otros estados africanos: El sultán de Funj tenía cientos de esposas y pasaba la mayor parte de su reinado en palacio, aislado de sus súbditos y manteniendo contacto sólo con un puñado de funcionarios. No se le permitía ser visto comiendo. En las raras ocasiones en que aparecía en público lo hacía sólo con un velo y acompañado de mucha pompa. El sultán era juzgado periódicamente y, si se le encontraba en falta, podía ser ejecutado. Se creía que todos los Funj, pero especialmente el sultán, eran capaces de detectar la brujería. Se creía que los talismanes islámicos escritos en sennar tenían poderes especiales debido a la proximidad con el sultán. Entre la población ni siquiera se conocían los fundamentos de la fe islámica. La carne de cerdo y la cerveza se consumían como alimentos básicos en gran parte del reino. La muerte de una persona importante se lloraba con "bailes comunales, automutilación y revolcándose en las cenizas del fuego de la fiesta". Al menos en algunas regiones, se esperaba que los ancianos, los lisiados y otras personas que creían ser una carga para sus parientes y amigos solicitaran ser enterrados vivos o eliminados de otra forma. A finales del siglo XVII, el sultanato de Funj seguía sin seguir las "leyes del Imperio Otomano", es decir, el islam. Así, hasta el siglo XVIII el islam no fue mucho más que una fachada.
A pesar de ello, los funj actuaron desde el principio como patrocinadores del Islam, fomentando el asentamiento de santones musulmanes en sus dominios. En el período posterior, las guerras civiles obligaron a los campesinos a buscar la protección de los santones; los sultanes perdieron a la población campesina en favor de los Ulama.[cita requerida]

#### Cristianismo

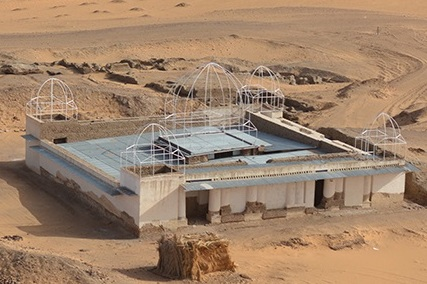
La iglesia del siglo XI de Banganarti, antaño uno de los centros de peregrinación cristianos más importantes de Nubia, siguió siendo un lugar de culto y habitación hasta finales del siglo XVI.

El colapso de los estados cristianos nubios fue paralelo al de las instituciones cristianas. La fe cristiana, sin embargo, seguiría existiendo, aunque en paulatino declive. En el siglo XVI, gran parte de la población de Nubia seguía siendo cristiana. Dongola, la antigua capital y centro cristiano del reino de Makuria, fue registrada como islamizada en gran parte a finales del siglo XVI, aunque una carta franciscana confirma la existencia de una comunidad inmediatamente al sur de Dongola que practicaba un "cristianismo degradado" en fecha tan tardía como 1742. Según el relato de Poncet de 1699, los musulmanes reaccionaban al encontrarse con cristianos en las calles de Sennar recitando la Shahada. La región de Fazughli parece haber sido cristiana al menos durante una generación tras su conquista en 1685; ya en 1773 se menciona un principado cristiano en la región. El Tigre del noroeste de Eritrea, que formaba parte de la confederación Beni Amer, siguió siendo cristiano hasta el siglo XIX.
Los rituales derivados de las tradiciones cristianas sobrevivieron a la conversión al islam y siguieron practicándose hasta el siglo XX.
A partir del siglo XVII, grupos cristianos extranjeros, en su mayoría comerciantes, estuvieron presentes en Sennar, entre ellos coptos, etíopes, griegos, armenios y portugueses. El sultanato también sirvió de estación de paso para los cristianos etíopes que viajaban a Egipto y a Tierra Santa, así como para los misioneros europeos que viajaban a Etiopía.

### Idiomas
En el período Cristiano, se hablaban lenguas nubias entre la región de Asuán en el norte hasta un punto indeterminado al sur de la confluencia del Nilo Azul y Blanco. Siguieron siendo importantes durante el periodo Funj, pero fueron sustituidos gradualmente por el árabe, un proceso que se completó en el centro de Sudán en el siglo XIX.
Tras la conversión de los Funj al Islam, el árabe se convirtió en la lingua franca de la administración y el comercio, al tiempo que se empleaba como lengua religiosa. Aunque la corte real seguiría hablando su lengua preárabe durante algún tiempo hacia c. En 1700, la lengua de comunicación de la corte había pasado a ser el árabe. En el siglo XVIII, el árabe se convirtió en la lengua escrita de la administración del Estado. En 1821, cuando cayó el reino, algunos nobles provinciales aún no sabían hablar árabe. Evliya Çelebi (siglo XVII) y Joseph Russegger (mediados del siglo XIX) describieron una lengua preárabe en el corazón de Funj. Çelebi proporcionó una lista de números y un poema, ambos escritos en alfabeto árabe; los números son claramente Kanuri, mientras que la lengua utilizada para el poema sigue sin identificarse. Russegger afirmó que una lengua Fungi, de sonido similar al nubio y que había absorbido muchas palabras árabes, se hablaba tan al norte como Jartum, aunque ya reducida a un papel secundario en comparación con el árabe. En Kordofán, el nubio aún se hablaba como lengua principal o secundaria en las décadas de 1820 y 1830.

## Gobernantes de Sennar
| Nombre          | Período   |
| --------------- | --------- |
| Amara Dunqas    | 1503-1533 |
| Nayil           | 1533-1550 |
| Abd al-Qadir I  | 1550-1557 |
| Abu Sakikin     | 1557-1568 |
| Dakin           | 1568-1585 |
| Dawra           | 1585-1587 |
| Tayyib          | 1587-1591 |
| Unsa I          | 1591-1603 |
| Abd al-Qadir II | 1603-1606 |
| Adlan I         | 1606-1612 |
| Badi I          | 1612-1616 |
| Rabat I         | 1616-1644 |
| Badi II         | 1644-1681 |
| Unsa II         | 1681-1692 |
| Badi III        | 1692-1716 |
| Unsa III        | 1716-1720 |
| Nul             | 1720-1724 |
| Badi IV         | 1724-1762 |
| Nasir           | 1762-1768 |
| Ismail          | 1768-1776 |
| Adlan II        | 1776-1789 |
| Tayyib II       | 1789-1790 |
| Badi V          | 1790      |
| Nawwar          | 1790-1791 |
| Badi VI         | 1791-1796 |
| Ranfi           | 1796-1804 |
| Agban           | 1804-1805 |
| Badi VII        | 1805-1821 |